# بوابة دوارة

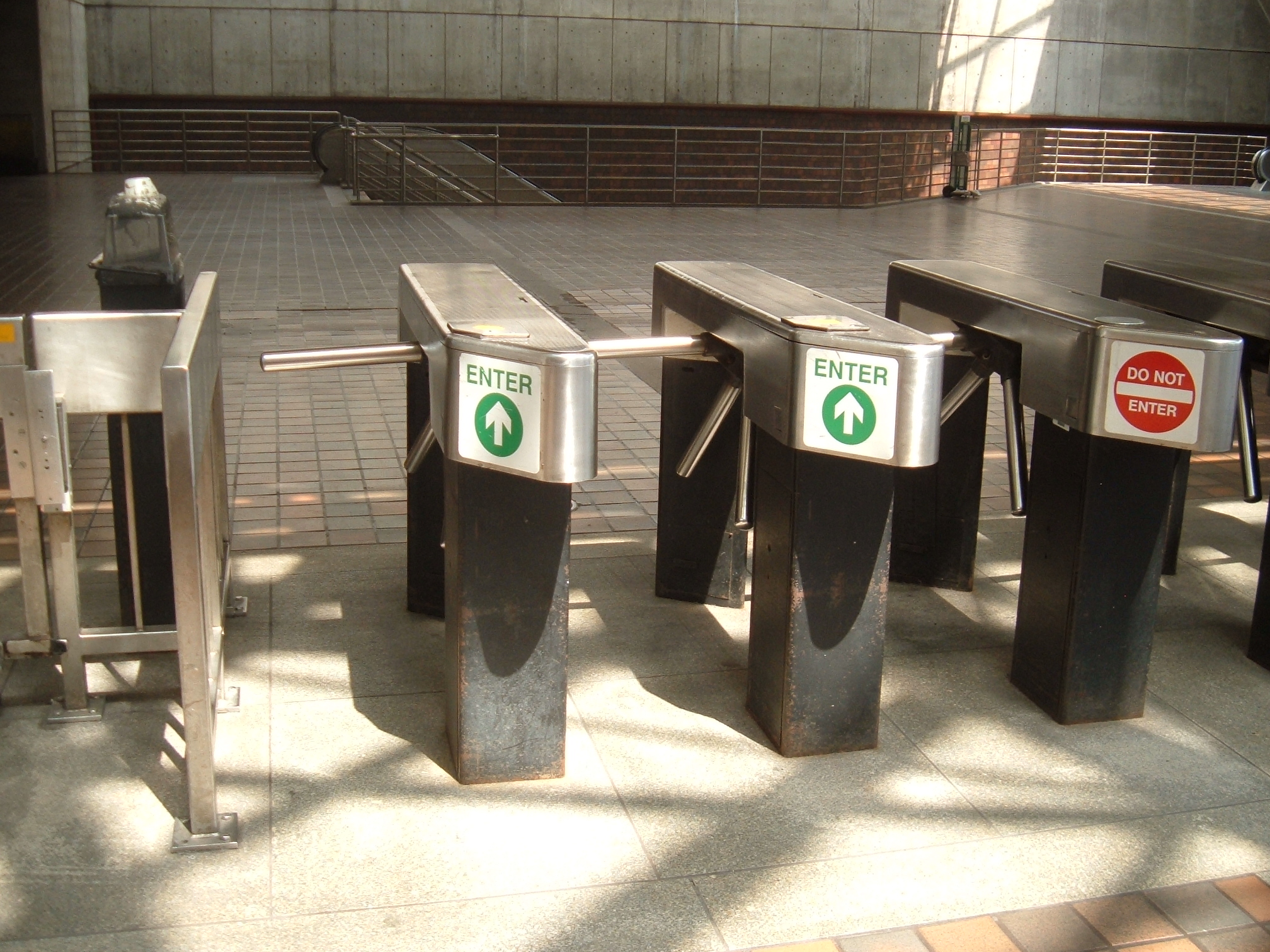
بوابة دوارة في إحدى محطات القطار في الولايات المتحدة.

البوابة الدوارة (بالإنجليزية: Turnstile)‏ هي نوع من الأبواب تسمح بمرور شخص واحد في الوقت الواحد، تستخدم لفرض طريق واحد لمرور الناس، وهي عبارة عن حواجز معدنية على شكل عصا عريضة وتوضع مرتفعة وتدور بالتناوب ما بين 3 أو حواجز أو حتى أكثر، وعادةً ما تستخدم بعدما يعطي الشخص التذكرة لدخول مكان حساس معين مثل المطارات والمصارف ومحطات التنقل كالمترو وأماكن أُخرى، فإذا كان الشخص الذي يريد المرور خطراً على هذا المكان سيصعب عليه التنقل والهروب وستقبض عليه الشُرطة بسهولة.
أستخدم هذا الباب لأول مرة في بدايات القرن العشرين؛ وكان مخزن بيغلي ويغلي والذي كان يحوي على سوق مركزي في ولاية هامبشاير في الولايات المتحدة أول من استخدم هذا الباب وكان من تصميم كلارينس سوندرس، ثم استخدم في أوروبا لأول مرة في هامبدن بارك في مدينة غلاسكو في سكوتلاندا.